# Basketball-Ozeanienmeisterschaft 1979
Die Basketball-Ozeanienmeisterschaft 1979, die vierte Basketball-Ozeanienmeisterschaft, fand zwischen dem 5. und 8. August 1979 in Melbourne sowie Sydney, Australien statt, das zum zweiten Mal die Meisterschaft ausrichtete. Gewinner war die Nationalmannschaft Australiens, die zum vierten Mal, den Titel erringen konnte. In der Serie konnte Neuseeland mit 3:0 Siegen geschlagen werden. 

## Teilnehmende Mannschaften
Australien

 Neuseeland

## Modus
Gespielt wurde in Form einer Best-of-Three Serie. Die Mannschaft, die zuerst zwei Siege erringen konnte, wurde Basketball-Ozeanienmeister 1979.

## Ergebnisse
| 5. August 1979 |                                        | Australien | 65 – 41 | Neuseeland |  |
| 5. August 1979 | Punkte pro Halbzeit: 32 : 16, 33 : 25. |            |         |            |  |
| 5. August 1979 |                                        |            |         |            |  |
| 5. August 1979 |                                        |            |         |            |  |

| 6. August 1979 |                                        | Australien | 62 – 53 | Neuseeland |  |
| 6. August 1979 | Punkte pro Halbzeit: 25 : 21, 37 : 32. |            |         |            |  |
| 6. August 1979 |                                        |            |         |            |  |
| 6. August 1979 |                                        |            |         |            |  |

| 8. August 1979 |                                       | Australien | 115 – 73 | Neuseeland |  |
| 8. August 1979 | Punkte pro Halbzeit: 47 : 0, 68 : 33. |            |          |            |  |
| 8. August 1979 |                                       |            |          |            |  |
| 8. August 1979 |                                       |            |          |            |  |

| Australien           |
| Meister Australien   |
| Vierte Meisterschaft |

## Abschlussplatzierung
| Rang | Mannschaft |
| ---- | ---------- |
| 1    | Australien |
| 2    | Neuseeland |

Australien qualifizierte sich durch den 3:0-Erfolg für die Olympischen Sommerspiele 1980 in Moskau, Sowjetunion.